# Maria Carme Sayós i Motilla
Maria Carme Sayós i Motilla (Centelles, 10 de juliol de 1970) és una advocada i política catalana, diputada al Congrés dels Diputats en la X Legislatura.
És llicenciada en Dret i treballa com a advocada. Militant de Convergència Democràtica de Catalunya des de 1988. A les eleccions municipals de 1987 fou elegida regidora de l'ajuntament de Centelles. A les eleccions generals espanyoles de 2004 i 2008 fou candidata suplent de CiU al Senat per Barcelona. Resideix a Vic i des de 2008 és secretària de l'ajuntament de Malla.
En 2013 va substituir en el seu escó Mercè Pigem i Palmés, elegida diputada a les eleccions generals espanyoles de 2011. És portaveu adjunta de la Comissió d'Educació i Esport, de la Comissió per a les Polítiques Integrals de la Discapacitat i de la Comissió Mixta de Relacions amb el Defensor del Poble.